# 卢·康特
路易斯·安東尼·康特（英語：Louis Anthony Conter，1921年9月13日—2024年4月1日）是一名美國軍官，曾擔任美國海軍少校及海軍飛行員。截至他去世時，康特是1941年第二次世界大戰珍珠港襲擊中亞利桑那號擊沉事件中最後的倖存者。

## 早年概況
路易斯·安東尼·康特於1921年9月13日出生在美國威斯康辛州的奧吉佈瓦。他的父母分別是尼古拉斯·安東尼·康特（Nicholas Anthony Conter）和洛蒂·艾絲特·米利根（Lottie Esther Milligan），他在家裡還有一個姐姐和一個妹妹。
1922年，康特跟隨他的家人搬遷至新墨西哥州，隨後又於1924年搬家到科羅拉多州的丹佛。康特一家在1927年搬至堪薩斯州的斯托克頓後又在1930年搬回了丹佛，並居住在當地的一個農場內。在康特完成學業後，他開始與他的父親在同一家公司上班。

## 軍事履歷
1939年11月5日，盧·康特在科羅拉多州的丹佛加入了美國海軍，隨後在加利福尼亞州的聖地亞哥完成了基本訓練。1940年1月24日，康特以司務長的身份登上了亞利桑那號戰艦。

### 珍珠港事件
亞利桑那號戰艦於1941年12月6日返回位於珍珠港的基地。
12月7日早上，當康特正在三號砲塔和主甲板之間的後甲板站值班時，日本派遣了由魚雷機和轟炸機組成的飛行隊在當日早上8點襲擊了該艦。
大約五分鐘後，亞利桑那號戰艦的第一炮塔與第二炮塔之間被日軍一枚1,760磅（800）的炸彈擊中並引燃了艦內彈藥倉庫。隨後的殉爆炸掉了亞利桑那號戰艦的艦首，並將戰艦頂出水面。這次爆炸也擊倒了康特，同時也導致了艦上大量人員的死傷。而當亞利桑那號燃燒並開始下沉時，它又被更多的日軍砲彈擊中。與此同時，康特正在幫助受傷的水兵們，防止他們跳進覆蓋水面的正在燃燒的柴油。
在海水沒過康特膝蓋的時候，艦長下達了棄艦命令，康特也因此轉移到救生艇上。亞利桑那號在9分鐘內沉沒，共計造成1,177名船員死亡。剩下的334名倖存船員努力逃離燃燒的廢墟，其中康特所在的救生艇在劃向岸邊的過程中又從水中救下了幾個人。
襲擊發生後，康特花了幾個星期的時間幫助撲滅大火並收殮陣亡士兵的遺體。

### 二戰期間
珍珠港事件導致美國加入第二次世界大戰的盟軍陣營，而盧·康特在這個時候也被選拔為美國海軍飛行官學員。
1942年11月，康特獲得海軍飛行員資格並加入美國海軍飛行隊。康特駕駛的飛機是PBY-5型，這是第11巡邏轟炸中隊所使用的PBY卡特琳娜水上飛機的一個改進型飛機；該中隊主要活動於南太平洋地區，並被稱為“黑貓中隊”。他在黑貓中隊多次執行夜間轟炸任務。作為海軍飛行員，康特曾在太平洋上空兩次被擊落，但都設法用救生筏劃回岸邊。
後來，康特被授予海軍少尉軍銜，並繼續參與了新幾內亞戰役和二戰末期的歐洲戰場行動。在此期間，他晉升為上尉，並獲得飛行優異十字勳章和戰鬥V型海軍榮譽獎章。

### 冷戰期間

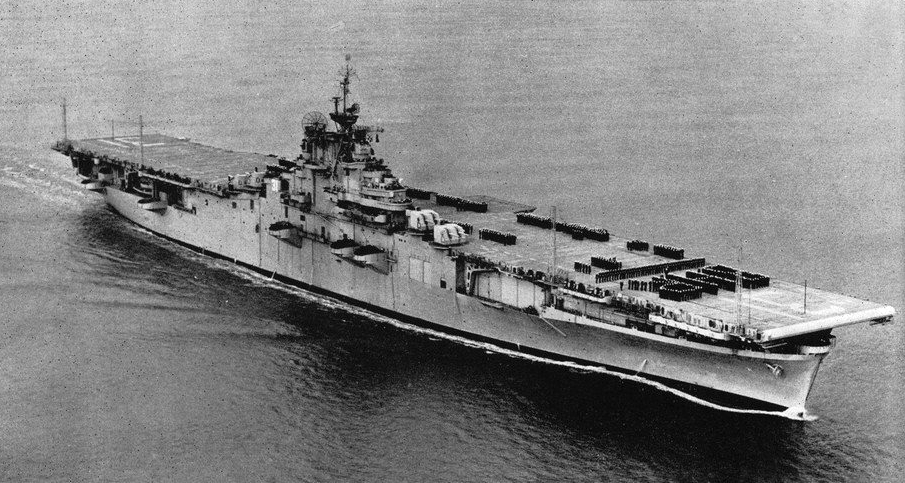
好人理查號航空母艦（攝於1951年）

第二次世界大戰結束後，盧·康特返回加利福尼亞州並加入海軍預備役。
冷戰開始後，康特被征召回現役並在1950年代的朝鮮戰爭期間重新參戰。他於好人理查號航空母艦繼續服役，並最終在1967年12月退役。
康特退役時已經升職為海軍少校。

## 退役生活
從美國海軍退役後，盧·康特在加利福尼亞州開始了不動產開發的職業生涯。
他在2021年出版了一部關於他人生的書籍，名為《盧·康特的故事（The Lou Conter Story）》；同年他也邁入了百歲人瑞的行列。康特也是哥倫布騎士會的成員之一。
在肯·波茨於2023年4月21日去世後，康特就成為亞利桑那號最後的倖存者。
2024年4月1日，盧·康特因充血性心臟衰竭。在美國加利福尼亞州格拉斯瓦利的家中去世，享壽102歲。